# مایدان، شهرستان بیاوستوک
مایدان (به لهستانی: Majdan) یک روستا در منطقه اداری گمینا میخاوووو واقع در شهرستان بیاوستوک استان پودلاسکی در شمال شرقی کشور لهستان و نزدیکی مرز بلاروس است.